# Scynkowate
Scynkowate, scynki, śligi (Scincidae) – rodzina jaszczurek z nadrodziny Scincomorpha w rzędzie łuskonośnych (Squamata) obejmująca ponad 1700 gatunków.

## Zasięg występowania
Europa (kilka gatunków), Azja, Afryka, Australia, Oceania, Ameryka Północna i Południowa.

## Charakterystyka
Głowa pokryta dużymi symetrycznymi tarczkami. Ciało pokryte okrągłymi lub rombowymi łuskami zachodzącymi na siebie tak ściśle, że powierzchnia ich ciał jest bardzo błyszcząca i śliska. Zęby stożkowate, osadzone na wewnętrznej powierzchni kości szczęk (pleurodontyzm). Język krótki przystosowany do lizania, pokryty niewielkimi łuskowatymi brodawkami. Ogon łatwo odpada (poza nielicznymi gatunkami) i szybko regeneruje (autotomia). Kończyny u większości dobrze wykształcone, zredukowane (Lerista i Chalcides) bądź ich brak (Brachymeles, Isopachys, Typhlosaurus, Acontias). Brak gruczołów i otworów udowych.
BiotopTereny trawiaste, krzewiaste, drzewiaste, stepy i pustynie, kamieniste i skaliste.
PokarmW większości drapieżne.
BehawiorWiększość prowadzi naziemny lub nadrzewny tryb życia, gatunki beznogie żyją pod ziemią.
RozmnażaniePołowa gatunków jest jajożyworodna.

## Systematyka
Systematyka scynkowatych jest ciągle badana i pozostaje kontrowersyjna. Hedges i Conn (2012) wydzielili ze scynkowatych sześć osobnych rodzin: Acontidae, Egerniidae, Eugongylidae, Lygosomidae, Mabuyidae i Sphenomorphidae; w późniejszej publikacji Hedges (2014) wydzielił jeszcze dwie dodatkowe rodziny – Ateuchosauridae i Ristellidae. Pyron, Burbrink i Wiens (2013) sprzeciwili się jednak dzieleniu scynkowatych na mniejsze rodziny; autorzy podnoszą m.in., że scynkowate obejmujące wszystkie taksony przenoszone przez Hedgesa i Conn do odrębnych rodzin są monofiletyczne, i co za tym idzie dzielenie Scincidae na kilka mniejszych rodzin nie jest konieczne.

### Podział systematyczny
Do rodziny należą następujące podrodziny:
- Acontiinae Gray, 1839
- Lygosominae Gray, 1845
- Scincinae Oppel, 1811